# 本庄瞳
本庄 瞳（ほんじょう ひとみ、1978年6月1日 - ）は、長野県出身のAV女優。LINX所属。

## 略歴・人物
2011年にデビューした熟女系のAV女優。
趣味・特技は、カフェめぐり、ネットサーフィン。
2016年6月28日、ツイッターにて所属していたバルドエージェンシー（ファイブプロモーション）を離れフリーとなり実質休業状態にあることを報告。今後については未定としていたが、9月1日よりLINX所属となり活動を再開した。

## 出演作品

### アダルトDVD
- 初撮り人妻ドキュメント（9月22日、センタービレッジ）
- 全国縦断 Maji 100％ナンパ（9月25日、ビッグモーカル）
- 中出し近親相姦 息子の精子入れちゃいました。（10月6日、センタービレッジ）
- 私は痴女 人妻編 奥さん!デカ尻たまりません（10月8日（レンタル）/11月4日（セル）、クリスタル映像）※オムニバス作品
- お義父さん、あのヒトよりずっといいわ…。（10月20日、タカラ映像）
- 近親相姦 母子受精（10月20日、センタービレッジ）
- 裸の主婦 本庄瞳（33）文京区在住（10月25日、プラネットプラス）
- 近親相姦中出し親子（10月27日、センタービレッジ）
- 人妻湯恋旅行 044（11月25日、ゴーゴーズ）
- 夫に先立たれた人妻の欲情 中出しされた人妻（12月15日、ソルト・ペッパー）
- 寝取られた兄嫁（12月16日、タカラ映像）
- 清楚な奥様のAV女優1日体験（12月25日、マドンナ）

- 今日、兄貴の嫁を犯します。（1月25日、マドンナ）
- 幻母 好きモノ母さんいつでもどこでも中出し交尾（2月1日、VENUS）
- お母さんと叔母さんとお兄ちゃんと僕 大近親相姦 非モテ系じみ叔母、変身大作戦!! 本庄瞳 滝沢さゆり（2月9日、センタービレッジ）
- 団地妻 旦那に内緒で中出しする午後（2月25日、ビッグモーカル）※オムニバス作品
- 禁断近親介護 義父と息子と交尾する美人妻 4（2月25日、ジャネス）
- 美しすぎるタートルニットの人妻（2月25日、マドンナ）
- 凌辱レイプされた美人巨乳妻 〜肉奴隷にされる妻を見つめ勃起する夫〜（3月1日、エマニエル）
- 理想のパンスト上司（3月9日、なでしこ）
- W女王様 快楽M男調教 2 羽月希 本庄瞳（3月15日、未来 フューチャー）
- 大人のスペルマ保育園 本庄瞳 新村まり子（3月22日、SODクリエイト）
- 夫の目の前で犯されてしまう美人妻（3月23日、なでしこ）
- 熟した女のふたなりな関係 13（3月25日、ジャネス）共演:羽月希
- 妻が水商売を始めまして…（3月25日、マドンナ）
- 人妻湯恋旅行 ななこ、おぼえていますか──。(4月18日、ゴーゴーズ）
- 「熟女の口はもっと嘘をつく。」 熟雌女 anthology #080（4月20日、アウダースジャパン）
- 筆おろし 童貞君! こんな素敵な素人妻に筆おろしされてみませんか? 癒し人妻編（4月25日、ビッグモーカル）
- 母親たちの凌辱参姦日 青木美空 本庄瞳 望月伊織（5月13日、MOODYZ）
- センビレ名作劇場 まん毛売りの熟女（5月17日、センタービレッジ）
- セックスでつなぐ親子の絆 中出し母子性交セミナー（5月24日、SODクリエイト）
- 未亡人 初姦 アナル凌辱（5月25日、マドンナ）
- 潮吹き乱れ妻 本庄瞳 滝沢結（5月29日、ドリームステージエンタテインメント）
- 熟女家政婦と旦那様の後妻（5月29日、楓）共演:滝沢結
- 未亡人の飢えた性（6月8日、マダムス）
- 黒人巨大マラ VS 夫の前で犯される妻 本庄瞳 34歳（6月10日、グローバルメディアエンタテインメント）
- 究極の中出し近親相姦企画 最愛の息子に伝えたい… 妊娠させるための性教育 このは 本庄瞳（6月21日、ディープス）
- 淫習の近親相姦 義父と嫁 1 奇怪な村の掟（6月25日、グローバルメディアエンタテインメント）
- 本庄瞳大全集（6月28日、センタービレッジ）※単体ベスト
- いいなり家政婦 〜美白・極上ボディで癒しのご奉仕（6月29日、Mellow Moon）
- 投稿エロ雑誌に出ていた友人の母（7月5日、グローリークエスト）
- しくまれた人妻撮影会（7月13日、LEO）※オムニバス作品
- ザーメンたっぷり手こき 人妻編（7月13日、ハヤブサ）※オムニバス作品
- パンスト直穿きレズビアン 4（7月25日、ジャネス）共演:羽月希
- 人妻メイドさろん（7月25日、アロマ企画）
- 丸ごと! 本庄瞳8時間（9月7日、マドンナ）※単体ベスト
- 母子交尾 【白河路】本庄瞳（9月13日、RUBY）
- 熟女奴隷 瞳の快感マゾ（9月13日、カオカコミュニケーション）
- E-ボディ潮吹きクリニック 悪徳医師&痴女ナース 病院内強制わいせつ大量放尿潮吹きセックス（9月13日、セレブの友）※オムニバス作品
- 淫酒 普段は真面目なOLが酔っ払い、ハメを外して泥酔中出し（9月20日、グローリークエスト）※オムニバス作品
- 極限催眠 〜覚醒アナル婦人〜 本庄瞳 北川亜矢（9月25日、セレブの友）
- わいせつ人妻コンビニ痴漢（10月1日、VENUS）
- 友人の妻はドスケベ家庭教師（11月1日、VENUS）
- 娘の家庭教師を筆下ろしする欲求不満ママ（11月20日、ロータス）※オムニバス作品
- 「倦怠期を解消させる夫婦の感情、再び感じ合う熱愛…」（11月22日、NICE AGE）※オムニバス作品
- 初アナルの人妻 夫ともしたことなかったのにアナルSEXしてしまいました この快感を知ってしまったの…（11月25日、ビッグモーカル）※オムニバス作品
- 近親相姦!!母親がオクテの息子と2人っきりでAV鑑賞（12月6日、アイエナジー）※オムニバス作品
- 素人の新婚夫婦とはじめ企画的野球拳で勝負して可愛い若奥様を夫の目の前で寝取って大量中出ししちゃいました!!（12月13日、はじめ企画）※「えり」名義、オムニバス作品

- 三十路、本庄瞳 DX 4時間 すべらない8シーン（1月1日、エマニエル）※単体ベスト
- 中出し人妻不倫旅行 28（1月25日、ビッグモーカル）
- 黒き魔装の誘惑 4 邪淫に堕ちた聖なる花 木村つな 本庄瞳（1月25日、GIGA）
- 「中に出して! お父さんには内緒で」最近、旦那とご無沙汰の超欲求不満な若妻は、ふいに見てしまった息子の勃起チ○ポで母から女に豹変し我が子に中出しを求める!!（2月7日、Hunter）※オムニバス作品
- 兄貴の嫁さんと同居することになった僕は興奮してチ○ポが勃起、義姉もその気になってしまい悶えまくった（2月7日、SWITCH）※オムニバス作品
- 人妻のムッチリとした太ももと尻肉に責められて（3月5日、フリーダム）※オムニバス作品
- SEXのハードルが異常に低い世界 5（3月7日、DEEP'S）※オムニバス作品
- 素人人妻をタイ古式マッサージの無料体験と偽り騙して癒して中出ししちゃいました 渋谷区編（3月25日、ビッグモーカル）※オムニバス作品
- 淫語シャワー 熟女の口から発せられる淫らな言葉のシャワーをあびながら抜かれた（4月5日、フリーダム）
- お掃除オバサンに掃除道具で強制射精させられた僕（5月5日、フリーダム）
- 親子丼 とろとろ卵の母子スワップ 本庄瞳 間宮純（5月23日、タカラ映像）
- 美熟女専門ソープランド 泡姫殿（5月25日（レンタル）/6月21日（セル）、クリスタル映像）※オムニバス作品
- S級熟女 本庄瞳スペシャル 8時間（6月5日、ジャネス）※単体ベスト
- 熟ズボッ! やめて… こんな事されたら困ります! 抵抗すればするほど濡れる熟女スペシャル（6月11日（レンタル）/12月27日（セル）、アテナ映像）※オムニバス作品
- 昼下がりの絶頂マゾ妻 〜開脚の快楽 刺激がなければ、やっていけない女たちの昼のプレイ〜（6月13日、赤ほたるいか）※オムニバス作品
- 野外人妻羞恥 19（6月14日、ヤブサメ）
- 夫の前で妻が犯される屈辱（6月15日、AMORE）
- 童貞クリニック 4 本庄瞳 椿かなり 星咲優菜（6月20日、SODクリエイト）
- 麗裸 -reira- 3 美しき熟巨乳レズビアン 内田美奈子 本庄瞳（6月28日、なでしこ）
- 異常性欲 近親熟女レズ（7月12日、なでしこ）共演:音無かおり
- 豪遊 3P専門高級風俗店 淫乱巨乳妻達とのお遊び 内田美奈子 本庄瞳（7月19日、ローグ・プラネト）
- 中出しお義母さんが教えてあげる 膣から滴る息子の精液に欲情する母たち（8月25日、ビッグモーカル）※オムニバス作品
- Batsuichi 蒸す女（9月10日、ホットエンターテイメント）※オムニバス作品
- 2人のボンデージ女王様のアナガズム調教 2 羽月希 本庄瞳（9月19日、スタイルアート）
- ゲリラ痴漢バス撮影会 品のある人妻が多い○○団地に出撃! 他人チ○ポを入れられ感じる愛液びじょびじょマ○コを屈辱の超接写!（10月10日、ナチュラルハイ）※オムニバス作品
- バトルプリンセス スパンデクサー ACT04 討伐編（10月11日、GIGA）※主演は真木今日子。
- 中出し近親相姦 お義父様やめて下さい 義理の父に中出しされる息子の嫁 第弐章（10月25日、ビッグモーカル）※オムニバス作品
- バトルプリンセス スパンデクサー ACT05 凌辱編（10月25日、GIGA）※主演は真木今日子。
- 催眠隷女 12号ヒトミ（12月31日、催眠研究所）

- 四十路マダム 40（2月7日、クリスタル映像）※オムニバス作品
- 催眠素顔 9（2月15日、催眠研究所）※オムニバス作品
- キャンプで夫婦交換 浅井千尋 本庄瞳（2月25日、ながえSTYLE）
- 人妻と相互オナニー鑑賞（3月13日、ジャネス）※オムニバス作品
- 人妻たちの狂乱ラブホテル（5月23日、なでしこ）※オムニバス作品
- 昼下がりの人妻を絶対服従! 奥様や義母たちのムンムンの色気に我慢できずレイプまがいに勃起チ○ポを手コキさせる興奮で思わず発射!!（5月25日、ジャネス）※オムニバス作品
- 中高年夫婦の性生活 2（6月3日、FAプロ）※オムニバス作品
- オマ○コとオマ○コが交わり合い イヤらしい女汁がクチュクチュと音を立てる超濃厚な交わり。「あぁー!もっとオマ○コ舐めさせて!」とヴァギナを濡らす熟した女たち 音無かおり 結城みさ 本庄瞳（11月1日、スタイルアート）
- ママ友の家に遊びに行ったらまさかのレズ行為!? 私がお茶して楽しく世間話をしていると時々私(ノンケ)を見る彼女の目がイヤらしくなり、ボディタッチも増えていき、それに感じてしまった私はレズの世界に堕ちていきました… 音無かおり 結城みさ 本庄瞳（11月16日、エクストラ）

- 家政婦のアナルを狙う女 本庄瞳 草刈みずき（1月13日、U&K）
- 「制服・下着・全裸」でおもてなし またがりオマ○コ航空 4 逆3Pサービス便 浅倉愛 本庄瞳 広瀬奈々美 司ミコト（3月19日、SODクリエイト）
- 元一流企業OLだった人妻、夫はエリートサラリーマン。美人で上品な三十路奥さんの正体は露出と複数チ●ポにハマる変態肉便器。（3月25日、シャーク）
- うちの妻にかぎって… 「ぅん…欲しぃ…」溶けるような吐息をつくと僕の妻は他の男にカラダを許した 【寝取られ】人妻中出し【NTR】10（4月25日、ビッグモーカル）
- 兄貴の嫁はセックスレス、僕の帰省中にカラダが疼き一線を越えてしまった…。 本庄瞳 36歳（6月1日、プラネットプラス）
- 「『おばさんを興奮させてどうするの?』久しぶりに若くて硬い少年チ●ポを見て欲情した巨乳淑女の汗だく反応を見逃すな!」 VOL.3（6月6日、DANDY）※オムニバス作品
- 町内不倫 3丁目の夕暮れ（6月7日、桃太郎映像出版）
- ふたなりヒロイン スーパーレディー（6月12日、GIGA）共演:白咲碧
- 日焼け巨乳ママ限定 ビーチで近親相姦 野球拳&王様ゲーム 豪華2本立て納涼親子エロ祭りSP 〜日焼けあとがエロすぎる火照ったカラダの危険日ママがスケベな息子と連続中出しゲーム〜（8月6日、ROCKET）※オムニバス作品
- 「あなた見ないで…」 旦那に見られながら感じる人妻に俺のチ●ポは爆発寸前!無理矢理、嫌がるマ●コにチ●ポ入れてヒイヒイ言わせてやったぜ!!（8月15日、未来 フューチャー）※オムニバス作品
- 美人妻アナル調教 淫技エステに悶えて堕ちる（9月13日、ミステリア）
- 接吻夫婦交換 嫉妬と興奮渦巻くスワッピングという名の非道徳行為 本庄瞳 加納綾子 武藤あやか（11月12日、ヒビノ）

- もしも本庄瞳が○○だったら…（3月1日、プラネットプラス）
- 本庄さん家の歪んだ性教育（4月8日、なでしこ）共演:小泉まり
- まるっと!本庄瞳（6月1日、プラネットプラス）※単体ベスト
- 代理出産の母 本庄瞳（6月9日、タカラ映像）
- お母さんの玩具になった僕 発情!美麗義母は精液好き!（9月7日、RUBY）
- ヘンリー塚本の人生こそセックスだ! セックスこそ人生だ! 不倫 四十路女篇（10月25日、FAプロ）※オムニバス作品
- 変態家族の性教育 5家族収録（12月9日、なでしこ）※オムニバス作品
- 「ダブルベッド近親相姦! 間違えたフリしてダブルの客室を予約して側位状態で勃起させながら叔母さんと一緒に密着寝したら優しくヤられた」VOL.1（12月22日、DANDY）※オムニバス作品

- 成約率は驚愕の100％!? おもちゃのセールスレディのマル秘営業テクニック!? 2（1月13日、なでしこ）※オムニバス作品
- 旦那の隣で寝取られた泥酔妻6人（2月24日、なでしこ）※オムニバス作品
- ショートヘアーグラマラス美熟女8人（5月12日、なでしこ）※オムニバス作品
- 性の満足度最低社会が生んだ闇！ 結婚10年目。旦那とはもうずっとセックスレスなので… 私をAVに出演させてください。 ひとみさん（7月25日、ボストンクラブ）
- 働く女性の姿がエロすぎてあの手この手で中出しセックス!（9月8日、UMANAMI）
- スレンダー美熟女に中出し2　10人（11月10日、なでしこ）※オムニバス作品

- スレンダー熟女たちの激しくいやらしい中出し絶倫ファック9人（1月1日、プラネットプラス）※オムニバス作品
- 性悪ママ友粘着レズビアン 本庄瞳 佐伯かのん（1月13日、U&K）
- 兄嫁 背徳セックスに溺れる美しき義姉たち6人　VOL.03（2月9日、なでしこ）※オムニバス作品
- マッサージで感じちゃった「あるある」 こんなマッサージ嬢にあたったら、かなりの確率でエロい展開が期待できる説 その3（2月13日、アロマ企画）※オムニバス作品
- すけべ椅子マダム 新堂有望 本庄瞳 白藤ゆりえ（2月25日、アロマ企画）
- 腿こきマダム 4（5月13日、アロマ企画）※オムニバス作品
- はだかの訪問介護士（6月1日、プラネットプラス）
- 未亡人の義母と戯れて…（7月13日、なでしこ）
- 中年ダメ管理人の悪巧み 団地の主婦とやりまくる!（7月13日、ながえSTYLE）※オムニバス作品
- 私みたいなおばさんが本当にいいの? 初めての不倫セックスに悶え乱れる美熟妻たち… 2章（7月27日、グラフィティジャパン）※オムニバス作品
- 美熟女プロレスリング 40’s Vol.1 本庄瞳 美原すみれ（8月1日、SILVER BIRCH）
- ヘンリー塚本原作 ふしだらな妻たち 理性がとんだ夜（8月13日、FAプロ）※オムニバス作品

- 美熟女プロレズリング ランジェリースタイル 40’s Vol.1 本庄瞳 美原すみれ（1月1日、SILVER BIRCH）
- まるまる! 本庄瞳（9月27日、なでしこ）※単体ベスト
- 風貌の悪い隣人に苦情を言いに行ったら無理やり押し倒され犯されてしまった人妻の悲劇…（9月27日、グラフィティジャパン）※オムニバス作品

- ママとやる（3月1日、FAプロ）※オムニバス作品
- 月刊 人妻専科エロカリ 第2号（7月8日、プラム）※オムニバス作品

- まるまる! 本庄瞳 (2)（4月12日、なでしこ）※単体ベスト
- 美熟女ベスト本庄瞳4時間 スレンダーマドンナ（7月12日、Mellow Moon）※単体ベスト
- 母子交尾 【黒滝山路】 本庄瞳（7月19日、RUBY）

- 僕に媚薬を飲ませてみずみずしい桃尻で痴女るお母さん 本庄瞳（3月21日、RUBY）

### アダルトVR
- ママフェチVR（2019年3月15日、SODクリエイト）
- ズーム盗撮VR（2019年3月29日、SODクリエイト）※オムニバス作品
- 元気も性欲も満たせてくれる熟女訪問サービス 介護VR（2019年4月12日、SODクリエイト）

### アダルト動画配信
2014年
- こなみ（4月25日、ヒルズ妻）

2015年
- ひとみ（10月3日、シロウトゲッター）

2018年
- 瞳（7月20日、北池袋盗撮倶楽部）
- 瞳 2（8月17日、北池袋盗撮倶楽部）
- 瞳 3（8月17日、北池袋盗撮倶楽部）

2019年
- ひとみ (JZUKAN-206)（8月14日、素人熟女図鑑）
- ひとみ (TRUMG-086)（9月21日、トランプ-X-）
- 本庄（10月31日、西日暮里人妻同好会）
- 瞳さん（11月30日、ニッポンの人妻たち）

2021年
- ヒトミさん（5月28日、人妻空蝉橋）
- ちとせ（11月12日、ハメドリネットワークSecondEdition）